# Trasímaco
Trasímaco (Θρασύμαχος, 459 - 400 a. C.) fue un educador y sofista, ciudadano de Calcedonia (Bósforo).

## Biografía y obra
Trasímaco aparece como sofista en un diálogo de la última etapa de Platón donde el pensamiento de este ya se ha separado del de su maestro, Sócrates. Este diálogo se llama La República y versa sobre cómo debe construirse un estado justo. Trasímaco defiende en él que la justicia era sólo lo que aprovechaba el o al más fuerte y era obedecido. Sócrates muestra que, en ocasiones, la voluntad del más fuerte transformada en derecho acatado por la sociedad termina perjudicando a su autor. 
Trasímaco aparece en el Libro I, que se considera anterior a todo el resto de La República, por lo que podría tratarse de un diálogo en el que realmente hubiera estado Sócrates. El juicio de Trasímaco sobre la ley era similar al sostenido por Anacarsis el Escita. 
Trasímaco sostiene, entre otras ideas, que lo “justo” (el cumplimiento de las leyes) es en realidad una imposición de los gobernantes en vistas de su propia conveniencia. Negando una concepción trascendente de justicia, considera que ésta es el medio del que se vale el que manda para obtener provecho del que obedece. En la concepción antropológica de Trasímaco, el hombre es interpretado como un ser esencialmente egoísta, poseído por una sed de poder. Admite que hay personas justas que se someten pasivamente a intereses ajenos, pero los considera los eternos perdedores de todas las interacciones humanas.
Plantea, frente a Sócrates, que la 'Justicia' no es propiedad por sí misma, por peso propio, como la salud; sino es una concepción que se le da al ejercicio de lo 'Correcto', pero esto último, como su antagónico, no existe como tal en tanto no tenga consecuencias perceptibles para el hombre que lo ejerce, o se critique por el o los individuos. 
Según Nicolás Zavadivker, la famosa definición de la justicia dada por Trasímaco (“lo justo no es otra cosa que lo que conviene al más fuerte”) tiene en realidad un carácter metaético. Trasímaco no estaría diciendo que lo que beneficia al más fuerte es justo, sino que lo que suele considerarse “justo” no es otra cosa que lo que la autoridad instituida —es decir, el fuerte— declaró como tal, y en vistas de sus propios intereses. Esto ya no sería una definición de un valor, sino una afirmación fáctica sobre lo que socialmente suele considerarse ‘justo’.
Aristófanes nos proporciona una referencia cronológica más precisa de la vida de Trasímaco en una obra hoy perdida pero del año 427 a. C.
Clemente de Alejandría ofrece más referencias al ubicar a Trasímaco como contrario al macedonio Arquelao.

## Citas
338c: φημὶ γὰρ ἐγὼ εἰ̂ναι τὸ δίκαιον οὐκ ἄλλο τι ἢ τὸ του̂ κρείττονος συμφέρον. (“Entonces te digo que la justicia no es otra cosa sino la ventaja del más fuerte")
344c: οὕτως, ὠ̂ Σώκρατες, καὶ ἰσχυρότερον καὶ ἐλευθεριώτερον καὶ δεσποτικώτερον ἀδικία δικαιοσύνης ἐστὶν ἱκανω̂ς γιγνομένη*, καὶ ὅπερ ἐξ ἀρχη̂ς ἔλεγον, τὸ μὲν του̂ κρείττονος συμφέρον τὸ δίκαιον τυγχάνει ὄν, τὸ δ' ἄδικον ἑαυτῳ̂ λυσιτελου̂ν τε καὶ συμφέρον. ("Entonces, Sócrates, la injusticia generalizada es más fuerte, libre y algo superior que la justicia, y, como decía al principio, es el interés del más fuerte lo que es justo, mientras que lo injusto es lo que beneficia al hombre mismo y es para su beneficio.")